# La Cumbre y Cuesta
La Cumbre y Cuesta är en ort i Mexiko.   Den ligger i kommunen Tila och delstaten Chiapas, i den sydöstra delen av landet, 700 km öster om huvudstaden Mexico City. La Cumbre y Cuesta ligger 727 meter över havet och antalet invånare är 246.
Terrängen runt La Cumbre y Cuesta är bergig åt nordväst, men åt sydost är den kuperad. Runt La Cumbre y Cuesta är det ganska tätbefolkat, med 96 invånare per kvadratkilometer. Närmaste större samhälle är Simojovel de Allende, 15,7 km sydväst om La Cumbre y Cuesta. Trakten runt La Cumbre y Cuesta består till största delen av jordbruksmark.